# Плютичі
Плютичі (Плютиче, пол. Plutycze) — село в Польщі, у гміні Більськ-Підляський Більського повіту Підляського воєводства. Населення — 128 осіб (2011).

## Назва
За припущенням історика Юрія Гаврилюка назва села може походити від слова плюта (той, хто недоречно, аби-що й багато говорить).

## Історія
Вперше згадується 1576 року.
У 1975—1998 роках село належало до Білостоцького воєводства.

## Демографія
Демографічна структура станом на 31 березня 2011 року:
|          | Загалом | Допрацездатний вік | Працездатний вік | Постпрацездатний вік |
| -------- | ------- | ------------------ | ---------------- | -------------------- |
| Чоловіки | 56      | 1                  | 26               | 29                   |
| Жінки    | 72      | 5                  | 13               | 54                   |
| Разом    | 128     | 6                  | 39               | 83                   |